# Szibutramin
A szibutramin (INN: sibutramine) (Reductil) egy orális gyógyszer, amelyet elhízás kezelésére használnak. Központi idegrendszerben ható szerotonin-noradrenalin visszavétel-gátló, szerkezetileg az amfetaminokkal rokon.

## Hatása
A szibutramin a terápiás hatását elsősorban az aktív másodlagos és elsődleges amin-metabolitjai révén fejti ki, melyek a noradrenalin, szerotonin (5-hidroxitriptamin; 5-HT) és a dopamin újrafelvételének inhibitorai. Az emberi agyszövetben az 1-es és 2-es metabolitok in vitro 3-szor erősebben gátolják a noradrenalin és a szerotonin újrafelvételét, mint a dopaminét. Szibutramin alkalmazását követően önkéntesektől vett plazmamintákban megfigyelték a noradrenalin és a szerotonin újrafelvételének számottevő (73%-os, illetve 54%-os) gátlását, és a dopamin újrafelvételének jelentéktelen (16%-os) gátlását. A szibutramin és a metabolitjai nem rendelkeznek monoaminokat felszabadító, vagy monoamin-oxidáz gátló hatásokkal.

## Kockázatok
2010. január 21-én az Európai Gyógyszerhatóság (EMA) felfüggeszteni javasolta a szibutramintartalmú gyógyszerek forgalomba hozatali engedélyét. A felfüggesztés oka egy  hatéves vizsgálatsorozat során tapasztalt súlyos szív- és érrendszeri mellékhatások előfordulásának fokozott kockázata. Az Országos Gyógyszerészeti Intézet az EMA ajánlásával összhangban 2010. február 1-jén – további döntéshozatalig – felfüggesztette a forgalomban lévő, szibutramin hatóanyag tartalmú készítmények forgalomba hozatalát, így azok sem nagykereskedők által, sem gyógyszertárakban nem forgalmazhatók.